# Rogače
Rogače (cyr. Рогаче) – wieś w Bośni i Hercegowinie, w Republice Serbskiej, w gminie Nevesinje. W 2013 roku liczyła 35 mieszkańców.